# Holavedsvägen
Holavedsvägen (även kallad Holavägen eller Holvägen) var den gamla landsvägen från Svealand (även kallad Göta landsväg) till södra Sverige som under tidig medeltid inte sträckte sig längre än lite söder om Vätterns sydspets. Söderut gick sedan vägen som idag kallas Nissastigen.
Holaveden var och är ett område delvis täckt av tät skog som utgjorde en naturlig gräns mellan Östergötland och Småland.
Holavedsvägen hade en västlig sträckning kallad Västra Holavedsvägen och en mer östlig sträckning, Östra Holavedsvägen.

## Västra Holavedsvägen
Västra Holavedsvägen är den äldsta vägen genom Holaveden. Från Ödeshög räknat gick den genom Sväm (även Svämb) över Stockseryd, Skrädeberg, Sunneryd, Hårstorp, Holkaberg, Narbäck och in i Småland genom Isgårda till Uppgränna och sedan vidare till Rumlaborg och Junebäcken vid Vätterns sydspets.
Detta är sannolikt den sträckning kungen följde på sin Eriksgata.
Det var också denna väg den danske generalen Daniel Rantzau, som ledde Rantzaus räd under vintern 1567 - 1568 tog genom Holaveden.

## Östra Holavedsvägen
Östra Holavedsvägen ledde från Linköping, till Mjölby och sedan väster om sjön Sommen till nuvarande Tranås och därefter förbi Säby kyrka till Linderås och över Trehörna.
Östra Holavedsvägen har alternativt haft en sydligare sträckning från Tranås över Eksjö och Eksjöhovgård.
När Daniel Rantzau var på återtåg tog han Östra vägen och undgick de svenska trupperna genom att ta vägen över sjön Sommens is.